# アンソニー・スターク
アンソニー・スターク（Anthony Starke,  1963年6月6日 - ）は、アメリカ合衆国の俳優である。

## 来歴
1963年、ニューヨーク州シラキュースに生まれる。高校卒業後は奨学金を得て、マークエット大学へ進学し、演劇を学ぶ。学生時代から舞台を踏み、ミュージカル劇などへ出演して経験を積んだ。大学卒業後は、本格的にキャリアをスタートさせ、1985年にテレビデビュー。1986年には若き日のトム・ハンクス主演の『恋のじゃま者』で劇場映画デビューを果たし、その後もジョニー・デップ主演のテレビシリーズ『21ジャンプストリート』やティモシー・ダルトンがジェームズ・ボンドを演じた『007 消されたライセンス』などへ出演。1990年に出演したレスリー・ニールセン、リンダ・ブレア主演のパロディ映画『裸の十字架を持つ男/エクソシストフォーエバー』では準主役として悪魔に立ち向かう神父を演じた。現在も様々なテレビドラマなどへ出演し、活動を続けている。

## 出演作品

### 映画
- First Steps (1985) ※テレビ映画
- 恋のじゃま者 Nothing in Common (1986)
- エイティーン・アゲイン/これで2度目の18歳 18 Again! (1988)
- リターン・オブ・ザ・キラー・トマト Return of the Killer Tomatoes! (1988)
- 007 消されたライセンス Licence to Kill (1989)
- 裸の十字架を持つ男/エクソシストフォーエバー Repossessed (1990)
- ボディ・ターゲット Nowhere to Run (1993)
- Star Witness (1995) ※テレビ映画
- De kersenpluk (1996)
- インフェルノ Inferno (1998)
- ヘザー・グラハムのベイビーin the CITY Baby on Board (2008)
- BFC: Big F*ckin' Chicken (2012) ※声の出演

### テレビドラマ
- Silver Spoons (1985)
- ワン・ビック・ファミリー One Big Family (1986 - 1987)
- 21ジャンプストリート 21 Jump Street (1987)
- Smart Guys (1988)
- ザ・フラッシュ The Flash (1990)
- ビバリーヒルズ高校白書 Beverly Hills, 90210 (1991)
- チアーズ Cheers (1992)
- Down the Shore (1992)
- The Adventures of Brisco County Jr. (1993)
- となりのサインフェルド Seinfeld (1995)
- The Last Frontier (1996)
- ブルック・シールズのハロー! スーザン Suddenly Susan (1996, 1997)
- ザ・プリテンダー/ 仮面の逃亡者 The Pretender (1997)
- Cold Feet (1999)
- 荒野の七人 The Magnificent Seven (1998 - 2000)
- ボストン・パブリック Boston Public (2001)
- チャームド Charmed (2001)
- エンジェル Angel (2002)
- CSI:科学捜査班 CSI: Crime Scene Investigation (2002, 2009)
- アビー Abby (2003)
- 女検死医ジョーダン Crossing Jordan (2004)
- プリズン・ブレイク Prison Break (2005)
- NIP/TUCK マイアミ整形外科医 Nip/Tuck (2006)
- コールドケース 迷宮事件簿 Cold Case (2007)
- バーン・ノーティス 元スパイの逆襲 Burn Notice (2007)
- NCIS 〜ネイビー犯罪捜査班 NCIS: Naval Criminal Investigative Service (2007)
- ジャーニーマン 時空を越えた赤い糸 Journeyman (2007)
- ER緊急救命室 ER (2008)
- Dr.HOUSE House M.D. (2008)
- Moonlight (2008)
- ライ・トゥ・ミー 嘘は真実を語る Lie to Me (2009)
- 跳べ! ロックガールズ Make It or Break It (2009 - 2012)
- ディフェンダーズ 闘う弁護士 The Defenders (2011)
- CSI:マイアミ CSI: Miami (2011)
- SUITS/スーツ Suits (2011)
- シェキラ! Shake It Up! (2012, 2013)
- キャッスル 〜ミステリー作家は事件がお好き Castle (2013)
- パーセプション 天才教授の推理ノート Perception (2014)

## 参照
1. 1 2  “Anthony Starke Biography”. 2014年7月30日閲覧。